# Rhyan White
Rhyan Elizabeth White (* 25. Januar 2000 in Sandy, Utah) ist eine Schwimmerin aus den Vereinigten Staaten. Sie gewann bei Olympischen Spielen eine Silbermedaille. Bei Weltmeisterschaften auf der 50-Meter-Bahn erhielt sie bis Oktober 2023 einmal Gold und einmal Bronze, auf der 25-Meter-Bahn waren es je eine Gold- und Silbermedaille.

## Sportliche Karriere
White studierte ab 2018 an der University of Alabama.
Bei den Olympischen Jugendspielen 2018 in Buenos Aires trat Rhyan White auf allen drei Rücken-Distanzen an. Zweimal wurde sie Vierte, über 100 Meter Rücken gewann sie die Bronzemedaille hinter der Russin Darja Waskina und der Australierin Kaylee McKeown. White schwamm auch in drei Staffeldisziplinen mit und belegte jeweils den fünften Platz.
Wegen der COVID-19-Pandemie fanden die Olympischen Spiele in Tokio erst 2021 statt. Bei den US-Olympiaausscheidungen siegte White über 200 Meter Rücken und wurde über 100 Meter Rücken Zweite hinter Regan Smith. In Tokio fand zunächst der Wettbewerb über 100 Meter Rücken statt. Kaylee McKeown gewann vor der Kanadierin Kylie Masse und Regan Smith. Rhyan White schlug 0,38 Sekunden nach Smith als Vierte knapp vor der Australierin Emily Seebohm an. Über 200 Meter Rücken siegte McKeown vor Masse und Seebohm, 0,22 Sekunden dahinter wurde White Vierte vor ihrer Landsfrau Phoebe Bacon. In der Frauen-Lagenstaffel erreichten Rhyan White, Lilly King, Claire Curzan und Erika Brown den Endlauf mit der zweitschnellsten Vorlaufzeit mit 0,01 Sekunden Rückstand auf Kanada. Im Finale waren Regan Smith, Lydia Jacoby, Torri Huske und Abbey Weitzeil fast dreieinhalb Sekunden schneller als ihre Mannschaftskameradinnen zwei Tage zuvor und erkämpften den zweiten Platz mit 0,13 Sekunden Rückstand auf die Australierinnen und 0,87 Sekunden Vorsprung vor den Kanadierinnen. Alle acht beteiligten Schwimmerinnen aus den Vereinigten Staaten erhielten eine Silbermedaille.
Ende 2021 fanden die Kurzbahnweltmeisterschaften in Abu Dhabi statt. Rhyan White belegte den fünften Platz über 100 Meter Rücken. Katharine Berkoff, Emily Escobedo, Claire Curzan und Kate Douglass schwammen die schnellste Vorlaufzeit in der 4-mal-50-Meter-Lagenstaffel. Im Finale siegten die Schwedinnen mit über einer Sekunde vor Rhyan White, Lydia Jacoby, Claire Curzan und Abbey Weitzeil. Über 200 Meter Rücken gewann White den Titel mit einer halben Sekunde Vorsprung vor Kylie Masse.
2022 bei den Weltmeisterschaften in Budapest wurde White hinter Kaylee McKeown und Phoebe Bacon Dritte über 200 Meter Rücken. Den Abschluss der Wettbewerbe bildete die 4-mal-100-Meter-Lagenstaffel. Hier hatten Rhyan White, Alexandra Walsh, Natalie Hinds und Erika Brown mit der siebtbesten Vorlaufzeit die Finalqualifikation erreicht. Im Endlauf waren Regan Smith, Lilly King, Torri Huske und Claire Curzan über sechs Sekunden schneller als die Vorlaufstaffel und siegten vor den Australierinnen. Im Jahr darauf bei den Weltmeisterschaften in Fukuoka trat White nur über 200 Meter Rücken an und belegte den sechsten Platz.